# Barleythorpe
Barleythorpe – wieś w Anglii, w hrabstwie Rutland. Leży 2 km na północny zachód od miasta Oakham i 137 km na północ od Londynu. W 2001 miejscowość liczyła 178 mieszkańców.